# Tsuyaka Uchino
 (août 2025).
Si vous disposez d'ouvrages ou d'articles de référence ou si vous connaissez des sites web de qualité traitant du thème abordé ici, merci de compléter l'article en donnant les références utiles à sa vérifiabilité et en les liant à la section « Notes et références ».
Tsuyaka Uchino (内野 艶和, Uchino Tsuyaka), née le 13 janvier 2002 à Fukuoka est une coureuse cycliste japonaise, spécialiste des épreuves d'endurance sur piste.

## Biographie
En 2019, Tsuyaka Uchino devient championne du monde de course aux points chez les juniors (17/18 ans) à Francfort-sur-l'Oder. Cette même année, elle remporte la médaille de bronze de la course sur route aux championnats d'Asie juniors.
En 2021, elle devient double championne du Japon sur la course aux points et de course à l'américaine (avec Nao Suzuki). Elle remporte trois médailles d'or aux championnats d'Asie sur piste 2022 et trois autres en 2023. En août 2023, elle décroche le bronze sur la course aux points aux mondiaux de Glasgow.

## Palmarès

### Jeux olympiques
- Paris 2024
  - 10e de la poursuite par équipes

### Championnats du monde
| Édition / Épreuve                   | Poursuite par équipes | Course aux points | Américaine | Scratch |
| Francfort-sur-l'Oder 2019 (juniors) |                       | Or                |            |         |
| Saint-Quentin-en-Yvelines 2022      |                       | 13e               |            |         |
| Glasgow 2023                        | 11e                   | Bronze            | 8e         | 6e      |

### Championnats d'Asie
- New Delhi 2022
  -  Championne d'Asie de course aux points
  -  Championne d'Asie de l'américaine (avec Kie Furuyama)
  -  Championne d'Asie de l'omnium
- Nilai 2023
  -  Championne d'Asie de poursuite par équipes
  -  Championne d'Asie de l'américaine (avec Yumi Kajihara)
  -  Championne d'Asie de course par élimination
- New Delhi 2024
  -  Championne d'Asie de course aux points
  -  Championne d'Asie de poursuite par équipes
  -  Championne d'Asie de l'américaine (avec Maho Kakita)
- Nilai 2025
  -  Championne d'Asie de poursuite par équipes
  -  Championne d'Asie de l'élimination
  -  Championne d'Asie de l'américaine (avec Yumi Kajihara)

### Jeux asiatiques
- Hangzhou 2022
  -  Médaillée d'or de la poursuite par équipes
  -  Médaillée d'or de la course à l'américaine

### Coupe des nations
- 2024
  - 1re de l'américaine à Hong Kong
  - 2e de l'omnium à Hong Kong
  - 3e de la poursuite par équipes à Hong Kong

### Championnats nationaux
- 2021
  -  Championne du Japon de course aux points
  -  Championne du Japon de course à l'américaine (avec Nao Suzuki)
- 2023
  -  Championne du Japon de poursuite
- 2024
  -  Championne du Japon de poursuite par équipes
  -  Championne du Japon de course aux points
  -  Championne du Japon de course à l'américaine (avec Maho Kakita)

## Palmarès sur route
- 2019
  -  Médaillée de bronze du championnat d'Asie sur route juniors
- 2025
  -  Médaillée d'argent du championnat d'Asie du contre-la-montre par équipes mixtes
  -  Médaillée de bronze du championnat d'Asie du contre-la-montre